# 3FM Serious Request 2017
3FM Serious Request 2017 was de veertiende editie van Serious Request, de jaarlijks terugkerende actie van de Nederlandse radiozender NPO 3FM waarbij geld wordt ingezameld voor projecten van het Rode Kruis. De opbrengst van deze editie werd bestemd voor het herenigen van verscheurde families in rampgebieden. Gaststad van deze editie was Apeldoorn, waarmee het de eerste keer was dat Serious Request in de provincie Gelderland plaatsvond.

## Voorgeschiedenis

### Locatie
Voor de editie van 2017 waren er twee steden in de race: Apeldoorn en Hilversum. Apeldoorn wilde 3FM Serious Request specifiek dit jaar binnenhalen omdat het dat jaar 150 jaar geleden was dat in Apeldoorn het Nederlandse Rode Kruis werd opgericht. Hilversum wilde met dit media-evenement het startschot geven voor 100 jaar mediastad in 2018. Op 6 oktober 2016 werd bekendgemaakt dat de keuze op Apeldoorn was gevallen.

### Doel
Op 4 juli 2017 werd bekendgemaakt dat het geld, dat met deze editie wordt opgehaald, ingezet zou worden voor het herenigen van verscheurde families in rampgebieden.

### Glazen Huis
Op 10 december 2017 maakte NPO 3FM bekend dat het Glazen Huis dit jaar een metamorfose had ondergaan en twee verdiepingen telde. Verder bestond het huis bijna helemaal uit glas om het publiek het idee te geven dat ze dichterbij stonden dan ooit. Het zag er uit als een archetypisch huis met driehoekig puntdak, waarvan de structurele balken geheel met LED-verlichting waren uitgerust. In principe straalden deze egaal wit licht uit, maar ze konden het huis ook in de meeste andere kleuren v/d regenboog laten oplichten. Het Huis stond op het Marktplein.

Op de laatste dag, 24 december, kwamen diskjockeys van NPO Radio 1, 2, 4 en 5 helpen met de actie (Jurgen van den Berg, Gerard Ekdom, Ab Nieuwdorp en Hans Schiffers.

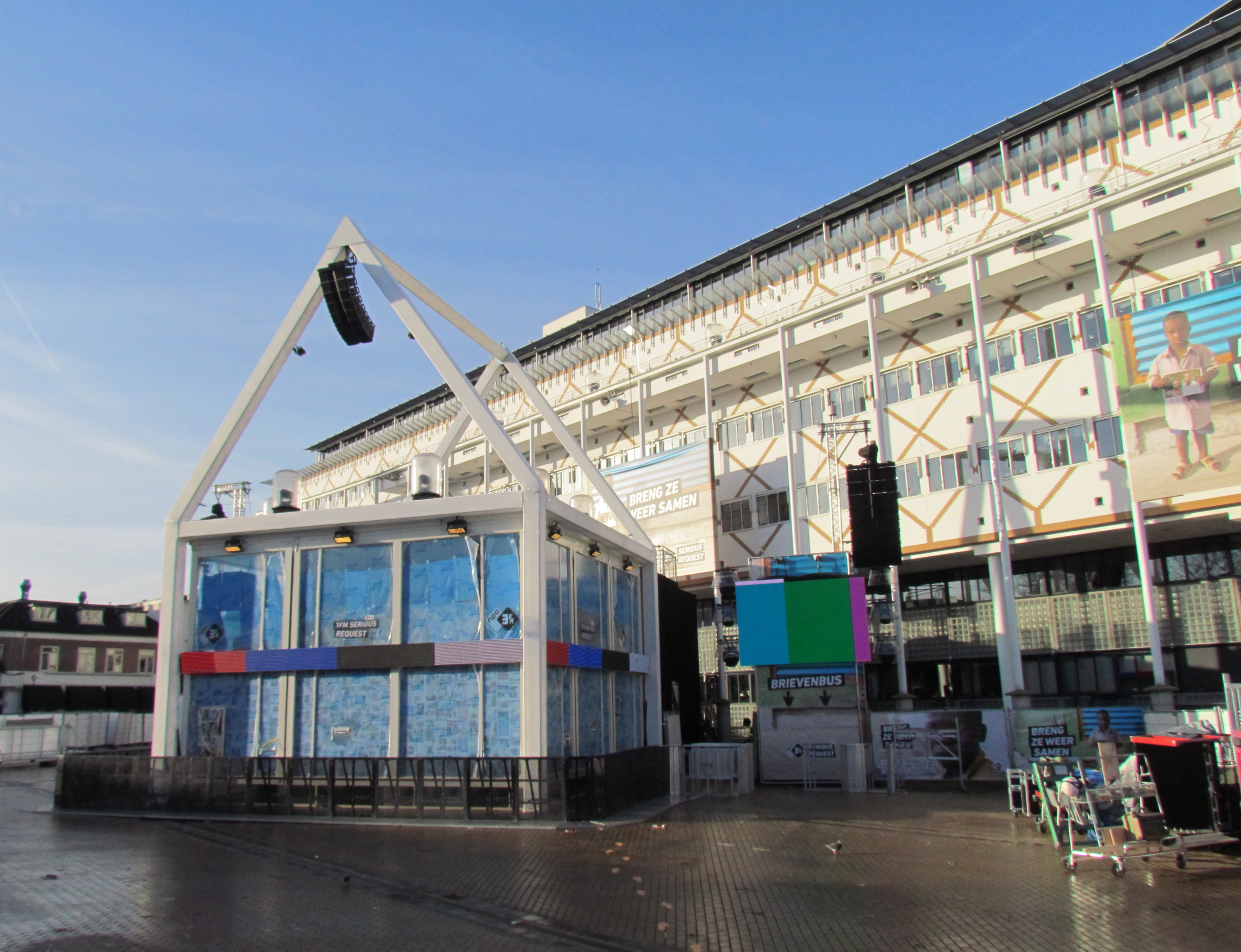
Het vernieuwde glazen huis met 2 verdiepingen

Tevens was dit voorlopig de laatste keer dat het concept 'Glazen Huis' werd toegepast voor 3FM Serious Request. Tussen 2018 en 2020 gingen de dj's in de actieweek vanuit een hoofdkwartier naar verschillende plaatsen in Nederland, onder de naam 'Serious Request: De Lifeline'.

### Bewoners
Op 9 november 2017 werden tijdens de uitzending van Mark van der Molen en Rámon Verkoeijen, die live vanaf het Marktplein in Apeldoorn kwam, de bewoners van het huis bekendgemaakt. Dat waren dit jaar Domien Verschuuren, Angelique Houtveen en Sander Hoogendoorn.

## Tijdschema
Dit was het tijdschema van Serious Request 2017.
| Dag                  | Dag                  | 02.00–06.00 Graveyardshift | 06.00–10.00          | 10.00–14.00                                        | 14.00–18.00                                       | 18.00–22.00                 | 22.00–02.00          | Slaapgast            |                          | Stand (rond 20.30) |
| -------------------- | -------------------- | -------------------------- | -------------------- | -------------------------------------------------- | ------------------------------------------------- | --------------------------- | -------------------- | -------------------- | ------------------------ | ------------------ |
| 1                    | ma 18 dec            | —                          | —                    | —                                                  | 16.00–20.00 Serious Request Pre-Show Mark + Rámon | 20.00–22.00 Domien          | Angelique            | Kim Feenstra         | —                        |                    |
| 2                    | di 19 dec            | Sander                     | Domien               | Angelique                                          | Sander                                            | Domien                      | Angelique            | André Hazes jr.      | € 917.633                |                    |
| 3                    | wo 20 dec            | Sander                     | Domien               | Angelique                                          | Sander                                            | Domien                      | Sander               | Marieke Elsinga      | €1.173.214               |                    |
| 4                    | do 21 dec            | Angelique                  | Domien               | Angelique                                          | Sander                                            | Angelique                   | Domien               | Jan Kooijman         | € 1.701.198              |                    |
| 5                    | vr 22 dec            | Sander                     | Domien               | Angelique                                          | Sander                                            | Domien                      | Angelique            | Robert ten Brink     | € 2.524.842              |                    |
| 6                    | za 23 dec            | Domien                     | Sander               | Angelique                                          | Domien                                            | Sander                      | Domien               | Kraantje Pappie      | € 3.408.661              |                    |
| 7                    | zo 24 dec            | Angelique                  | Sander               | 10.00–12.00 Domien 12.00–14.00 Angelique en Sander | 14.00–16.00 Angelique 16.00–18.00 Domien          | Angelique, Domien en Sander | —                    | —                    | € 4.225.619 (rond 17.40) |                    |
| Voorlopige Eindstand | Voorlopige Eindstand | Voorlopige Eindstand       | Voorlopige Eindstand | Voorlopige Eindstand                               | Voorlopige Eindstand                              | Voorlopige Eindstand        | Voorlopige Eindstand | Voorlopige Eindstand | Voorlopige Eindstand     | € 5.026.144        |

## Verslaggeving
| Dj's                                       | Actie                                            |
| ------------------------------------------ | ------------------------------------------------ |
| Wijnand Speelman                           | Reportages vanuit Nigeria                        |
| Rob Janssen                                | Verslaggeving bijzondere veilingitems            |
| Frank van der Lende                        | Verslaggeving Franks Feestje                     |
| Jorien Renkema, Olivier Bakker, Joram Kaat | Verslaggeving acties in het land                 |
| Herman Hofman                              | Verslaggeving Herman Resources                   |
| Michiel Veenstra Saskia Weerstand          | Verslaggeving 3FM Headquarters                   |
| Jan Versteegh                              | Presentatie tv-uitzending                        |
| Eva Koreman                                | Verslaggeving (Breda) tv-uitzending              |
| Lex Uiting                                 | Verslaggeving tv-uitzending (acties in het land) |
| Mark van der Molen Rámon Verkoeijen        | Verslaggeving tv-uitzending (3FM Request Angels) |
| Michiel Veenstra                           | Verslaggeving updates op NPO 1                   |
| Sophie Hijlkema Kevin van Arnhem           | Verslaggeving updates op NPO 101                 |